# Alexander von Telese
Alexander von Telese (* gegen Ende des 11. Jahrhunderts; † vor 1143) war Abt des Benediktinerklosters San Salvatore bei Telese und Verfasser einer Biographie Rogers II. von Sizilien.
Seine Chronik, in vier Bücher eingeteilt, berichtet vorwiegend über die Geschichte der Jahre von 1127 bis 1135, ist allerdings nicht vollständig überliefert. Ob eine Fortsetzung bis 1140 geplant war, um die Vollendung der Reformen Rogers beschreiben zu können, kann daher nicht mit Sicherheit festgestellt werden. Er ist mehrfach mit Roger zusammengetroffen, die Anregung zu seinem Werk erhielt Alexander von der Gräfin Mathilde von Alife, einer Schwester des Königs. Das sizilische Königtum führt er ganz auf eigenständige Wurzeln zurück, die Rolle des Papstes Anaklet II. erwähnt er nicht. Die politische Konzeption Rogers und seiner Anhänger schildert er in Traumerzählungen, zur Ereignisgeschichte liefert er zahlreiche Einzelinformationen. Zu Beginn des IV. Buches beschreibt er die bürokratischen Neigungen Rogers.

## Edition
- M. Reichenmiller: Bisher unbekannte Traumerzählungen Alexanders von Telese, Deutsches Archiv 19, 1963, 339–352.
- D. Clementi: Alexandri Telesini Ystoria serenissimi Rogerii primi regis Siciliae, lib. IV, 6–10, BISIAM 77, 1965, 105–126.
- Alexandri Telesini abbatis Ystoria Rogerii regis Siciliae, Calabrie atque Apulie. Testo a cura di L. De Nava. Commento storico a cura di Dione Clementi, Roma 1991 (Fonti per la Storia d’Italia, 112) (Digitalisat bei BEIC)